# جون ن. دنيس
جون ن. دنيس هو سياسي أمريكي، ولد في 25 فبراير 1933. نشط حزبياً في الحزب الجمهوري. وقد انتخب عضو جمعية نيوجيرسي العامة ‏.